# 陳孺性
陳孺性（Chen Yi-sein，1924年1月8日—2005年3月23日），出生英属印度缅甸，華裔緬甸人，祖籍廣東台山，生於伊洛瓦底省皮亞朋。缅甸历史学家。

## 生平
陳孺性四代居留於緬甸的英属印度，叔父家庭已完全緬化。他早年曾就讀於英緬文學校，第二次世界大战期间担任盟军翻译，精通中文、緬文。战后从事缅甸古代史料研究员、仰光大学东方史系和历史系兼职讲师、缅甸历史研究所和仰光外国语学院顾问，教育部缅甸文研究所委员等职。
陳孺性從事譯述工作數十年，專心於辭書的研究，特别是缅甸历史、中缅关系，並於1962年編纂出版《模範緬華大辭典》。2005年3月23日，在台北去世。